# イヴァネ・マチャヴァリアニ (外交官)
イヴァネ・マチャヴァリアニ（グルジア語: ივანე მაჭავარიანი、グルジア語ラテン翻字: Ivane Machavariani、1969年 ‐ ）は、ジョージアの外交官。同名の財務大臣との区別のためヴァノ・マチャヴァリアニ（グルジア語: ვანო მაჭავარიანი、グルジア語ラテン翻字: Vano Machavariani）とも呼ばれる。
外交関係や安全保障問題の分野で30年を超える経験を有し、駐日大使（2008年‐2009年）、大統領顧問（2013年‐2014年）、国家安全保障会議副書記（2016年‐）など歴任した。

## 生い立ち
1969年にトビリシで誕生。1986年から1993年までジョージア技術大学で土木工学を学び、続いて1993年から1994年まで中央ヨーロッパ大学でヨーロッパ研究を専攻した。1996年、ジョージ・メイソン大学紛争分析解決研究所にて客員フェロー。2002年から2003年までジョンズ・ホプキンス大学ポール・H・ニッツェ高等国際関係大学院に留学し、国際公共政策の課程を修了した。

## 職歴
2004年まで2006年までトビリシで Bolnisi Gold NL 社の代表取締役（対外関係担当）。2006年から2007年までジョージア石油・ガス公社監査委員会理事。その後外務省にて無任所大使兼エネルギー安全保障担当特使。2008年から2009年まで駐日大使。
2011年から2012年までJSCパートナーシップ基金で副最高経営責任者（対外関係担当）。2011年から2013年までジョージア公共問題研究所で外交政策および国際安全保障に関する客員講師。2013年から2016年までトビリシ国立大学で外交政策および問題に関する講師。
2013年、野党連合「ジョージアの夢」から大統領選挙に立候補したギオルギ・マルグヴェラシヴィリを支援し、選挙対策の上級アドバイザーを務めた。マルグヴェラシヴィリが大統領選挙で勝利すると、マチャヴァリアニはマルグヴェラシヴィリ大統領の外交政策顧問に就任した（2013年‐2014年）。その後、2015年から2016年までジョージア開発財団事務局長。2016年から国家安全保障会議副書記。